# Congiuntivo
Il congiuntivo è un modo verbale di diverse lingue, comprese la lingua italiana e le altre lingue romanze, la cui funzione basilare è quella di indicare un evento soggettivo, irreale, dubbioso, ipotetico o non rilevante. Rispetto all'indicativo, che esprime la realtà oggettiva ovvero un dato fattuale (che può essere provato vero o falso), il congiuntivo sottolinea la dimensione della supposizione individuale (o la possibilità impersonale): 
- Penso che sia ubriaco.
- È possibile che sia così.
- Temiamo che non venga.
- Prevedono che si possa procedere.

I suoi tempi rispecchiano, seppure in maniera ridotta, il sistema verbale dell'indicativo. L'italiano ne è dunque abbastanza ricco:
- Congiuntivo presente (che io arrivi, che io prenda, che io senta)
- Congiuntivo imperfetto (che io arrivassi, che io prendessi, che io sentissi)
- Congiuntivo passato (che io sia arrivato/a, che io abbia preso, che io abbia sentito)
- Congiuntivo trapassato (che io fossi arrivato/a, che io avessi preso, che io avessi sentito)

La scelta è determinata dalle regole della concordanza dei tempi. Una forma futura del congiuntivo manca in italiano, come del resto nella maggior parte delle lingue, sicché il suo posto viene preso dall'indicativo futuro o dal congiuntivo presente.

## Congiuntivo nella subordinata in italiano
Normalmente questo modo occorre nella frase o proposizione subordinata, introdotta negli esempi seguenti dalla congiunzione che:
- Spero che tu venga presto.
- Sono contenta che tu sia qui.

Del resto, il congiuntivo deve il suo nome alla presenza abbastanza costante di una congiunzione. Nei due enunciati appena proposti il congiuntivo indica rispettivamente un fatto solo auspicabile (venga) ed uno reale, ma visto in maniera personale (sia). 
Nelle subordinate concessive il congiuntivo indica una condizione irrilevante:
- non ti apro, sebbene tu stia suonando da molto.

I criteri di scelta tra l'indicativo e il congiuntivo cambiano a seconda del contesto e del registro. Di seguito si riporta una casistica essenziale delle varie occorrenze del congiuntivo, il cui uso può essere, di volta in volta, obbligatorio o facoltativo. Negli esempi proposti la principale è per lo più al presente, con il congiuntivo presente nella subordinata. Le analoghe costruzioni con il verbo al passato nella principale prevedono nella subordinata il congiuntivo imperfetto:
- Speravo che tu venissi presto.
- Ero contento che tu fossi con me.
- Non ti aprivo sebbene tu stessi suonando da vari minuti.

### Uso nelle subordinate oggettive
Nel costrutto introdotto da "che", determinati verbi usati nella principale richiedono il congiuntivo nella subordinata. Nel caso delle subordinate oggettive sono verbi che esprimono pensiero, opinione personale, ipotesi, dubbio, insicurezza, timore, volontà, esortazione, speranza, auspicio, ecc.
Ad una subordinata oggettiva del tipo so che tu sei lì, di contenuto sicuro, si oppone dunque una del tipo mi sembra che tu sia lì, più insicura.

#### Verbi di pensiero ed opinione
A differenza di altre lingue romanze, in italiano i verbi di opinione e pensiero quali credere, pensare, ritenere, reputare, ecc. reggono il congiuntivo:
- Penso che tutti siano ancora là.
- Credo che sia molto contenta di essere stata promossa.

In questi casi nell'italiano standard il congiuntivo è obbligatorio. L'uso dell'indicativo (Penso che tutti sono là) denota una sintassi meno sorvegliata ed è sconsigliabile.
Supposizione, ipotesi
- Gli scienziati ipotizzano che il reperto risalga al III secolo a.C.
- Immagino che sappia il fatto suo.

#### Dubbio, timore, irrealtà
Richiedono il congiuntivo nella secondaria i verbi che denotano insicurezza, timore e dubbio, come dubitare, temere, sospettare e simili:
- Ho paura/temo che domani piova.
- Dubito che siano ancora tutti svegli.

Il congiuntivo è previsto anche nel caso di una persuasione dubbia (John è convinto che Genova sia in Francia) e nei costrutti introdotti da verbi che indicano una palese irrealtà, come illudersi, fingere e simili:
- Allora faremo finta che tutto vada bene.

#### Desiderio, volontà
I verbi che indicano volontà, aspettativa, assenso si comportano in maniera simile:
- Chiediamo che tutti partano subito.
- Vogliamo che tutti partano subito.
- Ci aspettiamo che tutti partano subito.
- Lascia che tutti partano.

Lo stesso vale per i costrutti introdotti da sperare o augurare:
- Speriamo/Ci auguriamo che smetta di piovere.

#### Considerazione personale, stato d'animo
Talvolta il congiuntivo può riferirsi ad eventi reali, ma indicare un fatto considerato in maniera non obiettiva:
- Sono contento che tutto vada bene.
- Mi rammarico che tu stia mangiando tanto.
- Trovo assurdo che egli gli si schieri contro.

Va detto che alcuni verbi possono avere diverse accezioni, per cui, in virtù del significato che assumono nel contesto, richiedono a volte l'indicativo, a volte il congiuntivo:
- Ammetto che il cane salga sul mio letto ('tollero').

- Ammetto che il cane sale sul mio letto ('confesso').[3]

- Capisco benissimo che essi vogliano andarsene ('ho comprensione per un fatto', considerazione personale).

- Capisco solo ora che essi vogliono andarsene ('me ne rendo conto').

Correlato all'uso del congiuntivo nelle considerazioni personali è quello delle espressioni impersonali.

### Uso nelle subordinate soggettive
Il congiuntivo ricorre dopo frasi soggettive introdotte da espressioni impersonali, soprattutto formate da essere + sostantivo oppure aggettivo:
- È incredibile che non si paghi mai in tempo.
- È difficile che si paghi subito tutto.
- È uno scandalo che nessuno paghi subito.
- È allucinante che, mentre noi vi difendiamo, voi vi schieriate contro di noi.

Sono impersonali anche espressioni formate con verbi come bisognare, bastare, occorrere, valere la pena, piacere che e simili:
- Non devi essere un campione, mi basta che tu riesca ad arrivare in tempo.
- Mi dispiace che tu parta così presto.

In questi costrutti non ha importanza che il fatto sia veramente accaduto, l'importante è fare le proprie considerazioni.
Nel discorso indiretto introdotto dal verbo alla forma impersonale il congiuntivo esprime il distacco ('parlo per sentito dire'):
- Si dice che il signor X sia stato diverse volte in prigione.

L'indicativo, invece, riferisce un evento o un'affermazione reale:
- Si dice che la storia non si fa con i se; ma è con i se che si capisce che le cose potevano andare diversamente.

### Uso nelle subordinate concessive
Oltre che da un verbo nella frase principale (volere, pensare, credere, sembrare, ecc.), il congiuntivo può essere richiesto da determinate congiunzioni usate per formare la subordinata, ad esempio, nelle frasi concessive.
Mentre anche se regge l'indicativo (Resto a casa anche se sto benissimo), le congiunzioni malgrado, nonostante, benché, sebbene, usate per specificare la sfumatura di significato o come sinonimi di registro più elevato, richiedono l'uso del congiuntivo:
- Resto a casa malgrado io stia benissimo.

In questi casi il congiuntivo indica un fatto considerato come non rilevante. Lo stesso discorso vale per i pronomi indefiniti chiunque, dovunque, comunque, qualunque/qualsiasi usati per introdurre la frase:
- Comunque tu faccia e dovunque tu vada, ti aiutiamo/aiuteremo senz'altro.

### Uso nelle subordinate comparative
Il congiuntivo si usa nella frase secondaria quando questa indica il secondo termine di paragone (proposizione comparativa):
- Il bambino dorme meglio di quanto (non) abbia pensato.
- È più intelligente di quel che sembri.

In questo caso l'uso dell'indicativo è accettabile. Altrettanto facoltativo è l'uso della negazione fraseologica, un tempo considerata obbligatoria ma oggi ritenuta piuttosto imprevedibile e lasciata alla scelta del parlante.

### Uso nelle subordinate relative
Nella subordinata relativa il congiuntivo indica un requisito oppure una limitazione:
- Possono iscriversi al secondo corso tutti coloro che abbiano concluso il primo.
- L'ingegner X è l'unico che possa sperimentare il sistema senza commettere errori.
- Cerchiamo un'attrice che abbia i capelli rossi (per farle interpretare un ruolo in un film).

La scelta tra il congiuntivo, l'indicativo o il condizionale è importante ai fini del significato. Riformulando all'indicativo l'ultimo esempio, cambiamo il senso della frase:
- Cerchiamo l'attrice che ha i capelli rossi (sai, quella ragazza di ieri, che parlava francese).

L'indicativo denota un fatto reale e comunica che si sta cercando una determinata persona.
L'uso del congiuntivo imperfetto nella subordinata relativa retta da una principale al presente ha valore ipotetico:
- Porto ancora lo zucchero per chi ne volesse.

Nello stesso enunciato la forma vuole indicherebbe un fatto accertato (c'è qualcuno che vuole lo zucchero).
Un'eventualità o forma di cortesia richiedono il condizionale:
- L'ingegner X è l'unico che potrebbe sperimentare il sistema.

- Signora Rossi, qui all'entrata c'è un cliente che vorrebbe farle una domanda.

### Uso nelle interrogative indirette
L'uso del congiuntivo nelle subordinate interrogative è facoltativo:
- Suonano: mi domando chi è.
- Suonano: mi domando chi sia.
- Suonano: non so se è il caso di aprire.
- Suonano: non so se sia il caso di aprire.

Nelle interrogative indirette, più che dal registro, la scelta è determinata dal verbo reggente e dalla sfumatura di significato. Così, con il verbo "dire", con il verbo "sapere" nella forma affermativa, con i verbi di percezione si userà sempre l'indicativo, a meno che l'interrogativa non preceda la reggente.

### Uso nelle subordinate ipotetiche
La proposizione ipotetica è spesso introdotta da congiunzioni come qualora, caso mai, nel caso che. I costrutti ottenuti con queste congiunzioni prevedono l'uso del congiuntivo presente nel caso di una possibilità più concreta, mentre l'imperfetto indica una possibilità più remota:
- Caso mai l'auto sia davvero guasta, non rinunceremo per questo alle nostre vacanze.
- Nel caso che suonasse qualcuno, non aprite la porta.

Un discorso a parte merita l'uso del congiuntivo imperfetto nel periodo ipotetico retto dalla principale al condizionale e introdotto da se. In questo caso, il congiuntivo imperfetto ha la funzione di esprimere l'irrealtà nel presente, mentre il congiuntivo trapassato indica l'irrealtà nel passato:
- Se fossi ricco, non starei qui.
- Se fossi nato ricco, sarei venuto via di qui.

### Altri usi e altri criteri di scelta
Le frasi subordinate elencate sono di varia natura e possono - il più delle volte - esser formate all'indicativo oppure al congiuntivo a seconda della congiunzione che le introduce, fermo restando il fatto che il congiuntivo indica una sorta di incertezza. 
Più vincolante è l'uso del congiuntivo nelle proposizioni:
- esclusive introdotte da senza che (Arriverò senza che tu te ne accorga);
- temporali introdotte da prima che (L'arrosto si potrebbe bruciare prima che tu te ne accorga), ma non da dopo che (Mi accorsi del pasticcio solo dopo che l'arrosto si era bruciato);
- proposizioni a valore restrittivo (Arriverò a condizione che/purché tu sia puntuale);
- eccettuative introdotte da a meno che, talvolta da tranne che (Andremo a fare un'escursione a meno che il tempo non faccia capricci);
- consecutive introdotte da in modo che, cosicché, in maniera tale che e simili (Aggiusteremo la scala in modo che possiate scendere in tutta tranquillità), fin tanto che viene indicata un'eventualità;
- finali (Andremo a fare un'escursione affinché/perché i bambini possano divertirsi).

È invece più facile riscontrare l'indicativo nelle 
- causali introdotte da non perché (Laura era povera in canna, non perché era/fosse disoccupata, ma a causa dei debiti di famiglia),
- limitative introdotte da per quel che, per quanto e simili (per quel che io ne so/sappia, non è venuto nessuno).

Anche l'ordine può interferire nella scelta, dato che la subordinata anteposta può essere formata al congiuntivo, ma non è detto il contrario:
- Che tu sia intelligente, lo sappiamo.
- Sappiamo che sei intelligente.

La presenza della negazione nella frase principale può influenzare la scelta tra l'indicativo e il congiuntivo; quest'ultimo segnala un fatto come non sicuro:
- Dico che la tua soluzione mi sta davvero bene.
- Non dico che la tua soluzione mi stia davvero bene.
- È che non ti capisco più.
- Non è che non ti capisca più.
- Tua madre sa se Stefano è a casa.
- Tua madre non sa se Stefano è/sia a casa.
- Tutto ciò significa che il pianeta è come dici tu.
- Tutto ciò non significa che il pianeta sia come dici tu.

Non si tratta di un fenomeno frequente in italiano, mentre ai fini della selezione tra congiuntivo e indicativo il ruolo sintattico della negazione nella principale ha importanza fondamentale in altre lingue romanze come il francese e lo spagnolo.

### Omissione di "che"
Nella subordinata al congiuntivo la congiunzione che può essere omessa.
- Immagino (che) sia tutto ormai a posto.

L'omissione non è possibile in tutti i contesti: dipende dal verbo della frase principale. I verbi che indicano un'incertezza o un timore lo permettono, quelli che indicano volontà non sono compatibili con l'omissione. Come si può facilmente constatare, l'enunciato
- Voglio tu stia a casa.

non è grammaticalmente accettabile.

### Subordinazione implicita
Il congiuntivo si usa solo se i soggetti della principale e della subordinata sono diversi:
- Io penso che egli sia in ritardo.

Quando i soggetti coincidono è prevista la subordinazione implicita, in quanto stilisticamente una forma coniugata è pessima dal punto di vista stilistico: al posto di
- Io penso che io sia in ritardo.

si dirà infatti
- Io penso di essere in ritardo.

## Congiuntivo nella principale in italiano
Nella proposizione principale il congiuntivo indica un desiderio, un'esortazione o una supposizione:
- Che tu possa arrivare sano e salvo!
- Sento suonare. Che stia arrivando Sonia?
- Vogliate farci pervenire il documento a stretto giro di posta.

La presenza di una congiunzione (che) suggerisce spesso l'ipotesi, più che plausibile, che si tratti in verità di frasi subordinate rimaste in qualche modo senza l'appoggio sintattico della principale. Una possibilità per spiegare questo fenomeno sarebbe l'ellissi. A questo punto, dato che la principale resta implicita e non è osservabile, si finisce per attribuire ad una subordinata il ruolo di principale.
Un discorso a parte costituisce invece l'imperativo della terza persona (venga pure), che prende le sue forme dal congiuntivo presente.

## Sviluppi del congiuntivo e dell'indicativo
Alcuni studiosi della lingua italiana ricordano la teoria per cui il congiuntivo sarebbe in declino. Spesso, nella lingua parlata (ma pure in quella scritta), verrebbe sostituito dall'indicativo, come in alcuni casi è accaduto nella lingua francese, dove è ormai in via di estinzione il congiuntivo imperfetto. In spagnolo il congiuntivo presente e imperfetto è usato in modo regolare in praticamente tutte le situazioni della vita; soltanto il congiuntivo futuro (ancora vivo nel portoghese e nel galiziano) è ormai caduto quasi in disuso ed è riservato al linguaggio burocratico. 
In Italia diverse persone non ne fanno un appropriato uso nelle subordinate ipotetiche, con i verbi di opinione personale o esortazione ("voglio che tu vai"), nonché con le congiunzioni che lo richiedono.
Altri studiosi tengono in considerazione il fatto che il mancato uso del congiuntivo sarebbe un fenomeno di semplificazione sempre esistito in italiano, anche se non facile da attestare a seconda dell'epoca: è infatti tipico soprattutto della lingua parlata, che raramente lascia tracce scritte cui possano accedere le generazioni successive per fare un confronto tra lingua antica e moderna. Un tipico caso di omissione del congiuntivo sempre esistita è l'uso dell'imperfetto nel periodo ipotetico, molto popolare da secoli (vedi voce imperfetto indicativo). Secondo questa interpretazione, il mancato uso del congiuntivo non sarebbe da attribuire a sviluppi storici, ma soltanto al registro linguistico. Resta il fatto che anche nel parlato più spontaneo il congiuntivo viene da molti considerato pienamente vitale.
D'altro canto, si assiste a diversi casi di ipercorrettismo, vale a dire dell'uso fuori norma del congiuntivo, registrati in alcune sceneggiature tradotte (si veda a proposito la voce sul doppiaggese), e non è difficile riscontrare tale fenomeno in trasmissioni televisive o radiofoniche

## Il congiuntivo in alcune lingue europee

### Inglese
In inglese il congiuntivo (subjunctive) esprime soprattutto desideri, richieste e scopi. Le sue forme tendono a confondersi con quelle dell'indicativo, pur rimanendone spesso distinguibili, come nel seguente enunciato:
- God save the Queen.

La forma save è quella del Present subjunctive, morfologicamente corrispondente all'infinito senza il "to", ed ha la funzione di indicare un desiderio o un'aspettativa: Dio salvi la regina; essa si distingue da quella del presente indicativo (che sarebbe saves).
Oppure, la seguente richiesta:
- I ask that he not be punished.

corrisponde a chiedo che non sia punito. Il congiuntivo presente è riconoscibile dato che la forma all'indicativo sarebbe is (e del resto la forma "be" non esiste all'indicativo).
La scelta del tempo del congiuntivo non corrisponde alla concordanza dei tempi italiana: infatti, anche se la proposizione principale è al passato, la forma del congiuntivo resterà invariata:
- I asked that he not be punished.

laddove in italiano l'enunciato corrispondente richiede invece il congiuntivo imperfetto: chiedevo/chiesi che non fosse punito. Per quanto riguarda il Past Subjunctive, la forma inglese del passato, questa ha la funzione di caratterizzare un evento come improbabile, come nella seguente espressione di un desiderio:
- I wish John were here.

L'enunciato corrisponde all'italiano Vorrei che John fosse qui. La forma dell'indicativo qui sarebbe he was. 
Morfologicamente il congiuntivo passato corrisponde al simple past, con l'eccezione del verbo essere, che presenta la forma "were" per tutte le persone.
Il Past subjunctive inglese è utilizzato anche nel periodo ipotetico dell'irrealtà:
- If I were a millionaire, I would buy a sports car. ('Se fossi un milionario, comprerei una vettura sportiva')

Lo specchietto proposto, che non tiene conto di varianti più o meno diffuse, mette in rilievo le analogie e le differenze tra forme di indicativo e congiuntivo, scegliendo come esempi un verbo regolare ed uno irregolare.
|                                           | Present indicative                   | Present subjunctive                 | Past indicative                           | Past subjunctive                          |
| ----------------------------------------- | ------------------------------------ | ----------------------------------- | ----------------------------------------- | ----------------------------------------- |
| to own ('possedere, ammettere', regolare) | I own he/she/it owns we/you/they own | I own he/she/it own we/you/they own | I owned he/she/it owned we/you/they owned | I owned he/she/it owned we/you/they owned |
| to be ('essere', irregolare)              | I am he/she/it is we/you/they are    | I be he/she/it be we/you/they be    | I was he/she/it was we/you/they were      | I were he/she/it were we/you/they were    |

### Tedesco
In tedesco la forma che corrisponde al congiuntivo presente (tuttavia solo morfologicamente, poiché nel significato e nell'uso la differenza è notevole), il Konjunktiv I, è usata soprattutto nel discorso indiretto per riportare un fatto in maniera neutra, senza esprimere il proprio giudizio personale in merito:
- Der Politiker sagt, er senke die Steuern. ('Il politico dice che abbasserà le tasse')

La forma del congiuntivo (senke) indica la propria imparzialità rispetto all'affermazione.
Per quanto riguarda la seconda forma del congiuntivo, il Konjunktiv II, riunisce in sé gli aspetti dell'irrealtà (come il congiuntivo imperfetto italiano) e della possibilità (condizionale italiano). Per questo motivo, ad esempio, nel periodo ipotetico dell'irrealtà lo si troverà tanto nella protasi quanto nell'apodosi:
- Wenn Anton ein Auto hätte, hätten wir Angst. ('Se Antonio avesse un'auto, noi avremmo paura').

Per la formazione del Konjuntiv II si dispone di due forme:
- Il Konjuktiv II propriamente detto, derivato dal Präteritum, addolcendo la vocale radicale qualora sia addolcibile, con le desinenze del congiuntivo: ich wäre (da sein), ich käme (da kommen), ich führe (da fahren), ich ginge (da gehen), ich sagte (da sagen).
- Una forma perifrastica (detta anche Ersatzform, "forma sostitutiva"), formata dal Konjunktiv II di werden (ich würde, etc) e l'infinito del verbo: ich würde kommen (da kommen), ich würde sehen (da sehen).

Per quanto riguarda l'uso delle due forme, si può dire che gli ausiliari e i modali preferiscono la prima, tutti gli altri verbi la seconda.
Si propongono le forme del verbo lieben ('amare') a titolo di esempio; il verbo sein ('essere') è utile per la formazione dei tempi composti.
|                                                | Konjunktiv I                                                   | Konjuntiv II                                                         | Konjuktiv II Ersatzform                                                                                  |
| ---------------------------------------------- | -------------------------------------------------------------- | -------------------------------------------------------------------- | --- |
| Lieben ('amare', regolare)                     | Ich liebe du liebest er liebe wir lieben ihr liebet sie lieben | Ich liebte du liebtest er liebte wir liebten ihr liebtet sie liebten | ich würde lieben du würdest lieben er würde lieben wir würden lieben ihr würdet lieben sie würden lieben |
| Sein ('essere', irregolare ovvero verbo forte) | Ich sei du seiest er sei wir seien ihr seiet sie seien         | Ich wäre du wärest er wäre wir wären ihr wäret sie wären             | Ich würde sein du würdest sein er würde sein wir würden sein ihr würdet sein sie würden sein             |

Non tutte le forme vengono effettivamente usate: se per esempio la forma del Konjunktiv I coincide con quella del presente indicativo, si ricorre a quella del Konjunktiv II; se anche questa coincide con quella del preterito indicativo (Präteritum), si passerà all'Ersatzform. Soprattutto nel caso dei verbi deboli (regolari), si tratta di fenomeni assai frequenti.

### Francese
Nelle lingue romanze il congiuntivo ha forme ed usi paragonabili a quelli che ha in italiano. Tendenzialmente, in italiano si usa il congiuntivo più spesso che in lingue come il francese.
Come esempio, si propone la coniugazione del congiuntivo francese (subjonctif) per i verbi regolari in -er e per il verbo irregolare avoir ('avere').
|                               | Subjonctif présent                                                                             | Subjonctif imparfait                                                                                           |
| ----------------------------- | ---------------------------------------------------------------------------------------------- | --- |
| Chanter ('cantare', regolare) | Que je chante que tu chantes qu'il chante que nous chantions que vous chantiez qu'ils chantent | Que je chantasse que tu chantasses qu'il chantât que nous chantassions que vous chantassiez qu'ils chantassent |
| Avoir ('avere', irregolare)   | Que j'aie que tu aies qu'il ait que nous ayons que vous ayez qu'ils aient                      | Que j'eusse que tu eusses qu'il eût que nous eussions que vous eussiez qu'ils eussent                          |

Una delle grandi differenze risiede nell'utilizzo del congiuntivo con i verbi di opinione/pensiero. Dove il francese e lo spagnolo utilizzano l'indicativo, l'italiano standard vuole il congiuntivo:
- Je pense qu'il a raison. ('Penso che egli abbia ragione')

L'unico verbo dubitativo che fa eccezione a questa regola è craindre, in italiano temere.
In francese così come nella lingua spagnola, i verbi di opinione e pensiero richiedono il congiuntivo solo in combinazione con la negazione oppure in una domanda.
In altri casi, come ad esempio con i verbi dubitativi, anche il francese utilizza il congiuntivo alla stregua dell'italiano:
- Il semble que je ne puisse pas le faire. ('Sembra che io non possa farlo')
- Il est possible qu'il vienne. ('È possibile che egli venga').

Anche un'aspettativa che ancora non corrisponde a realtà viene indicata con il subjonctif:
- Je cherche un hôtel qui ait une piscine. ('cerco un albergo che abbia una piscina')

Lo stesso con alcuni verbi che esprimono sentimenti:
- Ça me désole qu'il se soit fâché. ('Mi dispiace che si sia arrabbiato')

La forma composta del passato si ottiene grazie alla combinazione tra il verbo ausiliare ed participio passato, come in italiano:
- Il ne pense pas que j'aie chanté.  ('Non pensa che io abbia cantato')

Nel francese contemporaneo, contrariamente a quanto non avvenga nella lingua castigliana oppure in quella italiana, le forme del congiuntivo imperfetto e trapassato non sono più utilizzate; in sostituzione si utilizzano sempre, rispettivamente, il presente e il passato.